# Nils Holgerssons underbara resa (2011)
Nils Holgerssons underbara resa (tyska: Nils Holgerssons wunderbare Reise) är en tysk-svensk tv-film från 2011. Filmen som ursprungligen var tänkt att vara en serie på fyra delar visades för första gången på ARD den 25 och 26 december 2011 i två delar. Filmen bygger löst på romanen Nils Holgerssons underbara resa med genom sverige av Selma Lagerlöf.

## Handling
På en gård bor en pojke som heter Nils Holgersson, han är elak och lat och inte särskilt snäll mot djur. När Nils försöker tvinga en hustomte att återuppliva en död gås blir tomten arg och förvandlar istället honom till en pyssling. Som pyssling förstår Nils djurens språk och reser med en gås från gården på en resa genom Sverige.

## Rollista

### Skådespelare
| Roll                     | Skådespelare                 | Svensk röst                  |
| ------------------------ | ---------------------------- | ---------------------------- |
| Nils Holgersson          | Justus Kammerer              | Daniel Melén                 |
| Åsa Berggren             | Pauline Rénevier             | Ester Sjögren                |
| Selma Lagerlöf           | Cecilia Ljung                | Cecilia Ljung                |
| hustomten                | Hanns Zischler               | Per Eggers                   |
| Ole Holgersson           | Hinnerk Schönemann           | Anders Byström               |
| Stina Holgersson         | Stefanie Japp                | Lizette Pålsson              |
| Formulär                 | Kurt Krömer                  | Claes Ljungmark              |
| cirkusdirektör           | Uwe Bohm                     | Göran Berlander              |
| Åsas mor, Inger Berggren | Mirja Turestedt              | Mirja Turestedt              |
| Åsas far, Tore Berggren  | Joakim Nätterqvist           | Joakim Nätterqvist           |
| Signe Berggren           | Vanessa Malm Rath            | Vanessa Malm Rath            |
| Bo                       | Johan Rheborg                | Johan Rheborg                |
| Per                      | Johan Ulveson                | Johan Ulveson                |
| Johan                    | Johan Carlberg               | Johan Carlberg               |
| Lars                     | Andreas Forsgren             | Tom Ljungman                 |
| Pelle                    | Rasmus Cederholm             | Oliver Åberg                 |
| Slottsherre              | Björn Granath                | Björn Granath                |
| Liv                      | Emmeli Johansson Stjärnfeldt | Emmeli Johansson Stjärnfeldt |
| Marknadskvinna           | Josefin Neldén               | Josefin Neldén               |
| Busschaufför             | Bengt Espling                | Bengt Espling                |

### Djurröster
| Roll                       | Tysk originalröst | Svensk röst                                                                                         |
| -------------------------- | ----------------- | --------------------------------------------------------------------------------------------------- |
| tamgåsen Mårten            | Bastian Pastewka  | Steve Kratz                                                                                         |
| gåsen Akka från Kebnekaise | Katja Riemann     | Linda Ulvaeus                                                                                       |
| kråkan Bataki              | Robert Missler    | Per Sandborgh                                                                                       |
| gåsen Daunenfein           | Yvonne Catterfeld | Tuvalisa Rangström                                                                                  |
| räven Smirre               | Udo Schenk        | Anders Öjebo                                                                                        |
| örnen Gorgo                | Ben Becker        | Stephan Karlsén                                                                                     |
| hunden Alfred              | Ralf Schmitz      | Jonas Bane                                                                                          |
| mullvad                    | Henry König       | Hasse Jonsson                                                                                       |
| Sven                       |                   | Axel Bergström                                                                                      |
| vakthunden Mischa          | Achim Schülke     | Roger Storm                                                                                         |
| Kuusi                      |                   | Jakob Stadell                                                                                       |
| Kwik                       |                   | Jonas Bane                                                                                          |
| Yksi                       | Mark Bremer       | Fredde Granberg                                                                                     |
| Ok                         |                   | Ester Sjögren                                                                                       |
| Övriga röster              |                   | Rolf Degerlund Sanna Ekman Tuvalisa Rangström Mia Hansson Sanna Ekman Anna Gyllenberg Ingemar Åberg |

- Översättning — Per Sandborgh
- Regi och tekniker — Jörn Savér, Lasse Svensson
- Producent — Lasse Svensson
- Svensk version producerad av Eurotroll[3]

## Produktion
Filmen spelades för det mesta in i Trollhättan och Lappland våren 2011.
Det förekommer olika arter av gäss i filmen, Martin är en tamgås, Akka är en kanadagås, Duenfein är en stripgås och de flesta andra gässen är grågäss.